# Онісіле
Онісіле (д/н —бл. 1754) — 23-й алаафін (володар) держави Ойо в 1748—1754 роках.

## Життєпис
Можливо, був братом алаафіна Амуніваійє, після смерті якого близько 1748 року стає новим володарем Ойо. Зосередився на загарбницьких походах, уславившись звитягою та силою. Того ж року змусив Дагомею, чий ахосу (володар) Тегбесу на деякий час припинив сплату данини, знову підкоритися Ойо та передати работоргівні порти на схід від міста Джакін.
Під час магічних заходів з якоїсь рослиною, яку легенди називають «сонячне листя» зазнав удару блискавки, що його паралізувала. Втім можливо вживав напій з цієї рослини, який завдав шкоди алаафіну. В результаті ойо-месі (вища рада) відсторонила Онісіле від влади, а він спокійно помер (за різними відомостями це сталося 1750 або 1754 року). Можливо до цього доклав руку басорун (перший міністр) Ґаа.
Новим алаафіном став Лабісі.

## Творчість
Відзначався хистом до майстрування: начебто власноруч зробив 7 срібних дверей до 7 входів свого палацу. Втім можливо він лише найняв для цього відповідних майстрів.